# Paul Gravett
Paul Gravett est un critique de bande dessinée britannique. Il a publié de nombreux ouvrages, dont certains traduits en français, travaillé pour la presse et organisé des expositions.

## Biographie
Sa carrière débute dans les années 1980 lorsqu'il gère le stand Fast Fiction au marché bimensuel Westminster Comic Mart. Il invite les artistes à lui envoyer leurs bandes dessinées qui seront vendues sur le stand Fast Fiction et dont les recettes sont entièrement reversées aux auteurs. Son rôle sur la scène de la bande dessinée indépendante britannique est décrit dans Alec d'Eddie Campbell, dans lequel Gravett est surnommé The Man at the Crossroads.
En 1983, il co-édite Escape Magazine (en) avec Peter Sainbury pour mettre en valeur les meilleures œuvres alternatives du moment : Violent Cases de Neil Gaiman et Dave McKean, trois volumes d’Alec d'Eddie Campbell et London's Dark de James Robinson et Paul Johnson (en). La parution du magazine s'arrête en 1989 après 19 numéros.
De 1992 à 2001, Gravett est directeur du Cartoon Art Trust, voué à la préservation et à la promotion du meilleur de la bande dessinée et de la caricature britannique, ainsi qu'à la fondation d'un musée de la bande dessinée comprenant galerie d'exposition, archives et bibliothèque de référence.
Gravett est l'auteur et l'éditeur de nombreux ouvrages sur la bande dessinée : Manga: Soixante ans de bande dessinée japonaise, Les 1001 BD qu'il faut avoir lues dans sa vie…
Depuis 2003, il est le directeur du festival Comica à l'Institute of Contemporary Arts.
Il est commissaire de l'exposition Mangasia sur la bande dessinée asiatique, présenté au Lieu unique à Nantes en 2018.

## Ouvrages

### en anglais
- (en) Manga: Sixty Years of Japanese Comics (Harper Design, 2004,  (ISBN 1-85669-391-0)).
- (en) Graphic Novels: Stories to Change Your Life (Aurum Press (en), 2005,  (ISBN 1-84513-068-5), US printing: Graphic Novels: Everything You Need to Know, Collins Design, Novembre 2005,  (ISBN 0-06-082425-5)).
- (en) Great British Comics, Aurum Press, 1er octobre 2006, 192 p. (ISBN 978-1-84513-170-8).
- (en) The Mammoth Book of Best Crime Comics, Robinson, 26 juin 2008, 480 p. (ISBN 978-1-84529-710-7).
- (en) 1001 Comics You Must Read Before You Die (editor, 960 pages, 2011, Universe Publishing,  (ISBN 0-7893-2271-4), Cassell Illustrated,  (ISBN 1-84403-698-7)).

### en français
- Manga : Soixante ans de bande dessinée japonaise, Éditions du Rocher, 6 octobre 2005, 176 p. (ISBN 978-2-268-05550-3).
- Les 1001 BD qu'il faut avoir lues dans sa vie, Flammarion, 14 mars 2012, 960 p. (ISBN 978-2-08-127773-1).
- Paul Gravett (trad. Jean-Luc Fromental), So british : L'art de Posy Simmonds, Denoël Graphic, 2019, 112 p. (ISBN 978-2-207-14979-9).